# Zach Morley
Zach Scott Morley (nacido el 25 de abril de 1983 en Maryville, Misuri) es un exjugador de baloncesto profesional estadounidense, que compitió durante diez temporadas, todas ellas en Europa.

## Trayectoria Deportiva
Formado en la Universidad de Wisconsin, mide 2,03 metros de altura y  puede ocupar las posiciones de alero y ala-pívot.
Militó en Gandia Basquet las temporadas 2005/06 y 2006/07, la primera de ellas en la LEB-2, cuando el Gandia Bàsquet consiguió el ascenso a la LEB Oro. En la segunda fue pieza fundamental para que el equipo de La Safor consiguiera la permanencia en la competición, derrotando en un quinto partido del agónico playout a Gijón.
Un año más tarde llegaría a Leche Rio Breogán, equipo con el que disputó un total de 31 partidos. Clave fue su actuación en la Copa Príncipe disputada en Zaragoza para que el equipo entonces dirigido por Paco García se proclamara Campeón de la misma. Asimismo participó en la Final Four de Cáceres en la que cayeron eliminados en semifinales por Bruesa GBC, a la postre ascendido a ACB.
La temporada 2008 la inició sin equipo, siendo llamado por Gandía para ayudar al equipo a superar una situación difícil que hacía peligrar la permanencia del equipo en la LEB Oro.